# مالكوم ماكليود
مالكوم ماكليود هو سياسي كندي، ولد في 8 فبراير 1928. انتخب عضو الجمعية التشريعية لنيو برونزويك ‏.